# Ion Popescu-Gopo
Ion Popescu-Gopo (Bukarest, 1923. május 1. – Bukarest, 1989. november 29.) román karikaturista, animátor, forgatókönyvíró, filmrendező, színész.
Pályája csúcsán az animációs film egyik nemzetközi sztárja volt.

## Pályakép
A román filmes az egyik kiemelkedő személyisége és a modern román rajzfilmiskola megalapítója volt. Liviu Ciuleivel és Mirel Ilieşiuval együtt azon kevés román filmművészek közé tartozott, akik díjat nyertek Cannes-ban.
1969-ben a 6. Moszkvai Nemzetközi Filmfesztivál zsűritagja volt. 1977-ben a 10. Moszkvai Nemzetközi Filmfesztivál zsűrijének tagja volt. 1983-ban a 13. Moszkvai Nemzetközi Filmfesztiválon a zsűri tagja volt.

## Filmjei

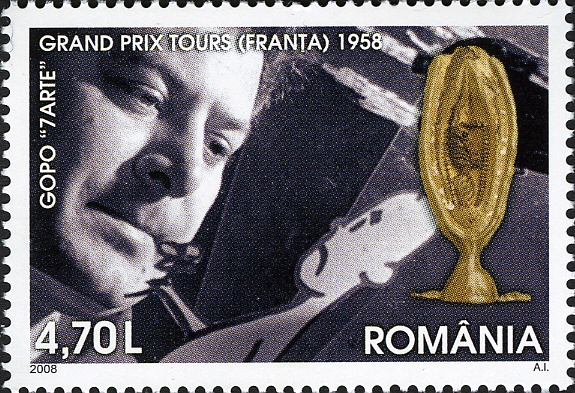

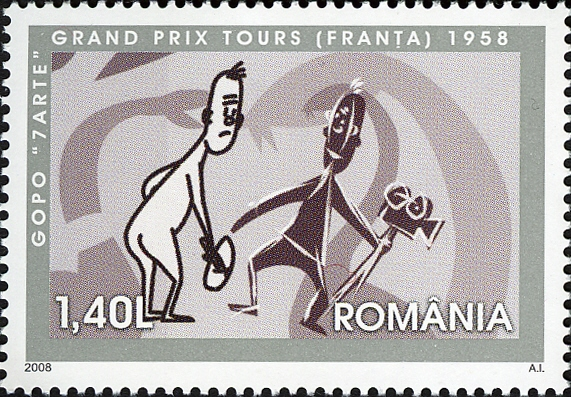

Maria Mirabela în Tranzistoria (1989)
Rămășagul (1985)
Ucenicul vrăjitor (1985)
Galax - omul păpușă (1984)
Quo vadis homo sapiens? (1982; 60 perc)
Maria Mirabela (1981)
Trei mere (1979)
Infinit (1977)
Ecce Homo (1977)
Study Opus 1 - Man (1976)
Povestea dragostei (1977)
Comedie fantastică (1975)
Unu, doi, trei... (1975)
Clepsidra (1972)
Sărutări (1969)
Eu + Eu = Eu (1969)
Sancta simplicitas (1968)
Pilule II (1967)
Pământul oamenilor (1967)
Orașul meu (1967)
De trei ori București (1967)
Faust XX (1966)
De-aș fi... Harap Alb (1965)
Pași spre lună (1963)
Alo, Hallo! (1962)
S-a furat o bombă (1962)
Homo sapiens (1960)
O poveste obișnuită… o poveste ca în basme (1959)
7 arte  (1958)
Galateea (1957)
Scurtă istorie (1957)
Fetița mincinoasă (1956)
Ariciul răutăcios (1955)
Șurubul lui Marinica (1955)
O muscă cu bani (1954)
Marinică (1953)
2 iepurași (1952)
Rățoiul neascultător (1951)
Albina și porumbelul (1951)

## Díjak
- 1957: Arany Pálma díj a legjobb rövidfilmért (Scurtă Istorie)
- 1965: Moszkvai Nemzetközi Filmfesztivál díja a legjobb rendezésért (De-aș fi... Harap-Alb)
- 1977: Tours-i Filmfesztivál díja (Ecce homo!)

2007-ben megalapították a róla elnevezett Premiile Gopo román filmművészeti díjat.